# Yuliya Pechenkina
Ioulia Sergueïevna Petchenkina (en russe : Юлия Сергеевна Печёнкина et en anglais : Yuliya Sergeyevna Pechonkina), née Ioulia Nossova le 21 avril 1978 à Krasnoïarsk, est une athlète russe spécialiste du 400 m haies et du relais 4 × 400 m.
Double championne du monde en 2005 à Helsinki, elle a détenu le record du monde du 400 m haies entre 2003 et 2019 avec le temps de 52 s 34.

## Carrière
Présente sur les pistes d'athlétisme depuis 1996, Yuliya Pechenkina se révèle au grand public en 2000 aux Jeux Olympiques à Sydney où elle est éliminée en demi-finale sur 400 m haies en 56 s 58.
Au cours de l'année 2001, elle progresse rapidement jusqu'à décrocher une médaille d'argent lors des Championnats du monde à Edmonton en 54 s 27, derrière la Marocaine Nezha Bidouane. Elle finit par ailleurs 3e du relais 4 × 400 m avec l'équipe de Russie en 3 min 24 s 92, derrière Jamaïque et d'Allemagne.

### Record du monde (2003)
Le 8 août 2003, Pechonkina établit un nouveau record du monde en bouclant son tour de piste en 52 s 34 à Toula, effaçant le record précédent détenu par l'Américaine Kim Batten depuis 1995 (52 s 61). Ce record tiendra près de seize ans, jusqu'à ce qu'il soit battu par l'Américaine Dalilah Muhammad en juillet 2019.
Cependant, quinze jours plus tard, fraîchement recordwoman du monde, lors des Championnats du monde 2003 à Paris, elle déçoit en prenant la médaille de bronze en 53 s 71, battue par Jana Pittman et Sandra Glover. Avec le relais russe du 4 × 400 m, elle obtient une médaille d'argent aux côtés d'Anastasiya Kapachinskaya, Natalya Nazarova et Olesya Zykina, finissant derrière les Etats-Unis.

### Double championne du monde (2005)
En 2005, lors des Mondiaux à Helsinki, elle gagne deux médailles d'or : la première sur 400 m haies en 52 s 90, ce qui représente la meilleure performance mondiale de l'année, devant les Américaines Lashinda Demus et Sandra Glover ; la seconde sur 4 × 400 m avec ses compatriotes Olesya Krasnomovets, Natalya Antyukh et Svetlana Pospelova en 3 min 20 s 95 devant la Jamaïque et le Royaume-Uni.
À partir de 2006, la Russe souffre de sinusites chroniques et d'allergies. Malgré tout en 2007, elle parvient à décrocher la médaille d'argent aux Championnats du monde d'Osaka en 53 s 50 derrière l'Australienne Jana Rawlinson.
Absente des pistes d'athlétisme pendant deux ans, elle tente un retour en 2009, gâché par une blessure à une cuisse. Sélectionnée pour les Championnats du monde 2009 à Berlin, elle renonce au déplacement en Allemagne considérant que son niveau est insuffisant pour rivaliser avec les meilleures. En effet, son meilleur tour de piste a été réalisé en 54 s 86 à Tcheboksary, loin de son record du monde.
Le 28 septembre 2009, la Fédération russe d'athlétisme annonce que Pechonkina a décidé de mettre fin à sa carrière en raison de problèmes de santé récurrents. Elle avait pris la décision au cours du mois d'août et compte désormais travailler dans une banque.

## Palmarès
| Date | Compétition                    | Lieu       | Résultat | Épreuve     | Temps         |
| ---- | ------------------------------ | ---------- | -------- | ----------- | ------------- |
| 2001 | Championnats du monde en salle | Lisbonne   | 1re      | 4 × 400 m   | 3 min 30 s 00 |
| 2001 | Championnats du monde          | Edmonton   | 2e       | 400 m haies | 54 s 27       |
| 2001 | Championnats du monde          | Edmonton   | 3e       | 4 × 400 m   | 3 min 24 s 92 |
| 2001 | Finale du Grand Prix IAAF      | Melbourne  | 8e       | 400 m haies | 56 s 55       |
| 2002 | Championnats d'Europe en salle | Vienne     | 5e       | 400 m       | 52 s 91       |
| 2002 | Coupe du monde des nations     | Madrid     | 1re      | 400 m haies | 53 s 74       |
| 2003 | Championnats du monde en salle | Birmingham | 1re      | 4 × 400 m   | 3 min 28 s 45 |
| 2003 | Championnats du monde          | Paris      | 3e       | 400 m haies | 53 s 71       |
| 2003 | Championnats du monde          | Paris      | 2e       | 4 × 400 m   | 3 min 22 s 91 |
| 2004 | Jeux olympiques                | Athènes    | 8e       | 400 m haies | 55 s 79       |
| 2005 | Championnats d'Europe en salle | Madrid     | 1re      | 4 × 400 m   | 3 min 28 s 00 |
| 2005 | Championnats du monde          | Helsinki   | 1re      | 400 m haies | 52 s 90       |
| 2005 | Championnats du monde          | Helsinki   | 1re      | 4 × 400 m   | 3 min 20 s 95 |
| 2005 | Finale mondiale                | Monaco     | 2e       | 400 m haies | 53 s 80       |
| 2006 | Coupe du monde des nations     | Athènes    | 1re      | 400 m haies | 53 s 88       |
| 2007 | Championnats du monde          | Osaka      | 2e       | 400 m haies | 53 s 50       |

## Records du monde
- Record du monde du 400 m haies le 8 août 2003 en 52 min 34 s à Toula (battu en 2019 par Dalilah Muhammad)
- Record du monde du 4 × 200 m en salle en 1 min 32 s 41